# میکا وایرینن
میکا وایرینن (فنلاندی: Mika Väyrynen؛ زادهٔ ۲۸ دسامبر ۱۹۸۱) بازیکن فوتبال اهل فنلاند است.
از باشگاه‌هایی که در آن بازی کرده‌است می‌توان به باشگاه فوتبال هلسینکی، باشگاه فوتبال لیدز یونایتد، باشگاه فوتبال لس آنجلس گلکسی، باشگاه فوتبال پی‌اس‌وی آیندهوون، و باشگاه فوتبال هیرنفین اشاره کرد.
وی همچنین در تیم ملی فوتبال فنلاند بازی کرده‌است.